# 圓座站
圓座站（日语：／ Enza eki */?）是一個位於日本香川縣高松市、屬於高松琴平電氣鐵道（琴電）琴平線的鐵路車站，車站編號為K09，由本站起至琴電琴平為止，皆為琴平線內設置為閒散的路段，除平日繁忙時間外，大致均維持半小時一班的頻率，但最近一次使用量調查顯示，本站日均使用量比作為區間總站的隣站一宮站還高。

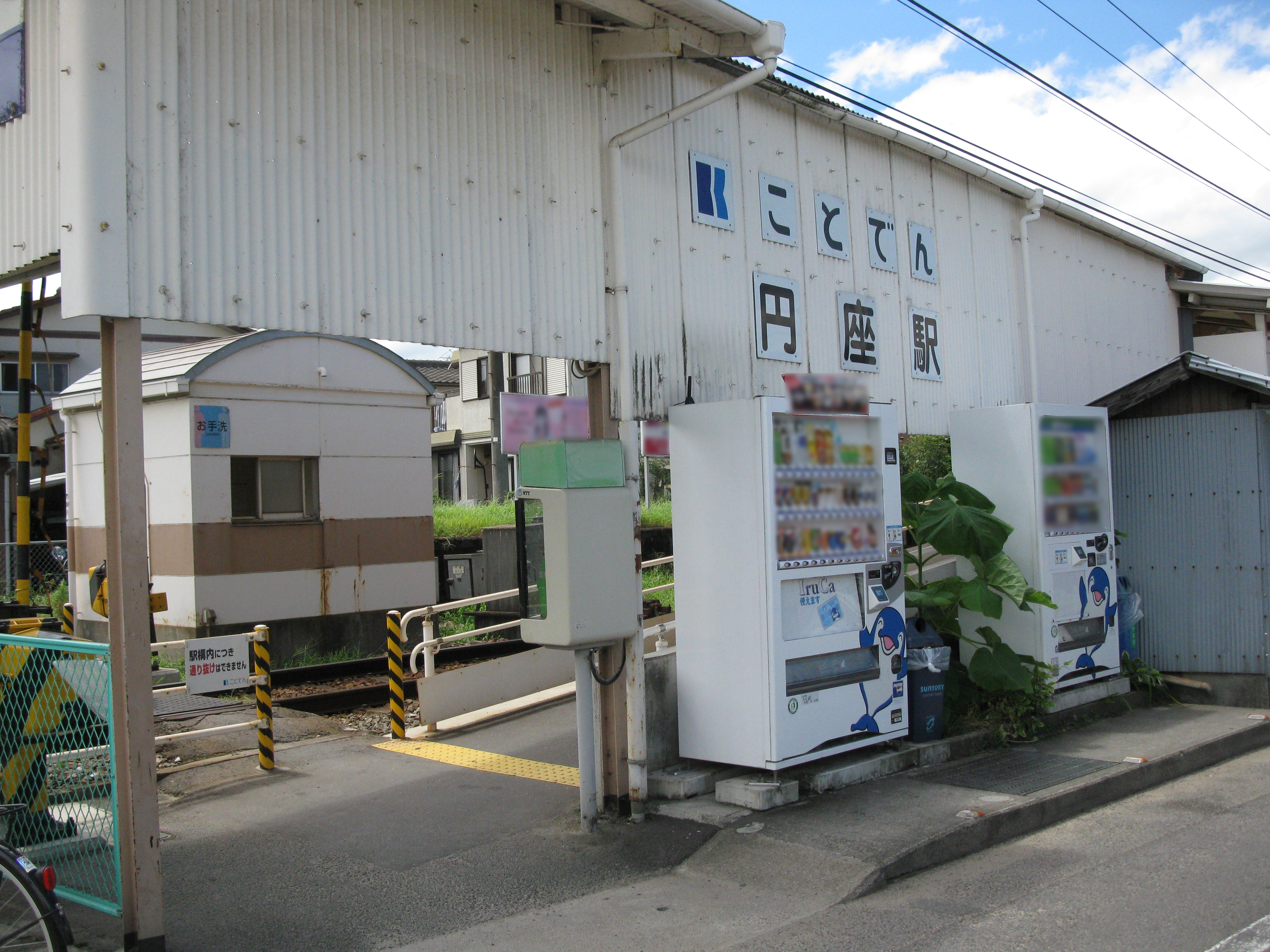
車站入口（2010年8月）

## 車站

### 站房
本站採用簡易車站模式，因此沒有站房，車站玄關設於月台東側盡頭，設有無障礙斜道及接近兩層高度的上蓋，簡易售票機、付費電話亭及上、下車專用的IC卡感應器設於月台上的無障礙斜道旁。另外由玄關通過前面的平交道口，在月台的對面則設有1座男、女共用式洗手間1座。

### 月台
約90米長的側式月台1座，最大的有效長度為5輛18米的車輛，但現時琴平線列車最多只採用4輛編成的列車。列車到站時，往高松築港方向為左側上落、往琴平方向為右側上落。
過往曾為列車可交匯車站，另一個側式月台設於洗手間一方，但路軌早已拆去，現時亦只可見到少量殘缺基座。
| 路線     | 方向 | 目的地             | 備註 |
| -------- | ---- | ------------------ | ---- |
| ■ 琴平線 | 上行 | 高松築港方向       |      |
| ■ 琴平線 | 下行 | 瀧宮、琴電琴平方向 |      |

## 歷史
- 1926年12月21日：開業[1]。

## 使用狀況
| 1日上落人數推斷 | 1日上落人數推斷 |
| 年度            | 1日平均人數     |
| --------------- | --------------- |
| 2011            | 1,423           |
| 2012            | 1,471           |
| 2013            | 1,461           |
| 2014            | 1,472           |
| 2015            | 1,608           |
| 2016            | 1,687           |
| 2017            | 1,702           |
| 2018            | 1,752           |
| 2019            | 1,729           |
| 2020            | 1,413           |
| 2021            | 1,413           |
| 2022            | 1,592           |

## 相鄰車站
高松琴平電氣鐵道（琴電）
■琴平線
一宮 (K08) - 圓座 (K09) - 岡本 (K10)

## 外部連結
- 高松琴平電鐵圓座站資訊 （页面存档备份，存于）（日語）